# Qurbanzadə
Qurbanzadə è un comune dell'Azerbaigian situato nel distretto di Goranboy. Conta una popolazione di 583 abitanti.